# El-Jaish Sports Club
El-Jaish (em árabe: نادي الجيش) é uma agremiação esportiva do Qatar, localizada na capital Doha. Atualmente, disputa a Qatar Stars League. Conquistou o acesso ao derrotar o Al Shamal por 4 a 0, chegando aos 40 pontos.

## Títulos
- Copa das Estrelas do Catar (1): 2012–13
- Copa do Catar (2): 2014 , 2016
- Segunda divisão do Qatar (1): 2010–11

## Elenco atual
- Atualizado em 5 de Outubro de 2017.

Legenda
- : Capitão
- : Lesão

## Histórico de treinadores
| Período                      | Treinador         | Assistente       |
| ---------------------------- | ----------------- | ---------------- |
| Julho de 2007 – Maio de 2011 | Mohammed Ammari   | Yousuf Al-Nobi   |
| Junho 2011 – Maio de 2012    | Péricles Chamusca | Marcelo Chamusca |
| Junho de 2012 –              | Răzvan Lucescu    | Mihai Stoica     |